# Juan de Villagutierre
Juan de Villagutierre bzw. Juan de Villagutierre Soto-Mayor (Sotomayor) war ein spanischer Autor und Mitglied des Consejo de Indias (Indienrat).

## Historia de la Conquista de la provincia de el Itza
Er ist für sein Werk Historia de la Conquista de la provincia de el Itza (Geschichte der Eroberung der Provinz Itzá ) in Erinnerung, das 1701 erschien und den ersten detaillierten Bericht über die Eroberung der Itzá liefert, wobei er dabei Zugang zu umfangreichen Dokumenten in Spanien hatte.
Dieses Werk wurde vom Consejo de Indias (Indienrat) als Antwort auf die Kritiker von Martín de Ursúa y Arizmendi (einer der Gouverneure von Yucatán) in Auftrag gegeben, der vorgeschlagen hatte, eine Straße von Mérida nach Guatemala zu bauen, wobei dem Projekt der Plan des „Konquistadors“ zugrunde lag, das letzte noch existierende indigene Königreich in Spanisch-Amerika zu erobern, das der Itzá. 

spanische Eroberung von Petén

Die spanische Eroberung von Petén war die letzte Etappe der Eroberung Guatemalas, ein langwieriger Konflikt während der spanischen Kolonisierung Amerikas.